# Кшива-Ґура (Великопольське воєводство)
Кшива-Ґура (пол. Krzywa Góra) — село в Польщі, у гміні Колачково Вжесінського повіту Великопольського воєводства.
Населення — 311 осіб (2011).
У 1975-1998 роках село належало до Познанського воєводства.

## Демографія
Демографічна структура станом на 31 березня 2011 року:
|          | Загалом | Допрацездатний вік | Працездатний вік | Постпрацездатний вік |
| -------- | ------- | ------------------ | ---------------- | -------------------- |
| Чоловіки | 159     | 48                 | 98               | 13                   |
| Жінки    | 152     | 34                 | 91               | 27                   |
| Разом    | 311     | 82                 | 189              | 40                   |